# Baszta Rycerska w Warszawie
Baszta Rycerska, także Dom Rycerski – gotycka baszta znajdująca się przy ul. Podwale w Warszawie, w wewnętrznym murze obronnym Starej Warszawy, między ulicami Piekarską i Wąski Dunaj.

## Opis
Baszta została wzniesiona prawdopodobnie przed 1339 rokiem. Czworokątna budowla, otwarta od strony miasta, była pierwotnie czterokondygnacyjna. Miała drewniane stropy oparte na odsadzkach ścian bocznych. Była wykorzystywana przez strażników miejskich.
Po 1379 roku dodano kolejną, najwyższą kondygnację wraz z okienkami strzelniczymi, przerobionymi w drugiej połowie XV wieku lub na początku XVI wieku. W 1614 roku została sprzedana przez miasto Adamowi Leszczyńskiemu i przekształcona w dom mieszkalny.
Po II wojnie światowej ściany czołowa i północna baszty zachowały się w całości, a południowa do połowy wysokości. W latach 1958–1963 została oczyszczona z późniejszej zabudowy, odbudowano ścianę boczną oraz otwarto zamurowane na przełomie XVI i XVII wieku strzelnice, znajdujące się we wszystkich ścianach od drugiej kondygnacji wzwyż. 
Baszta zachowała się w oryginalnej wysokości. W 1965 roku została wpisana do rejestru zabytków.

## Inne informacje
Od nazwy baszty pochodzi nazwa ulicy Rycerskiej.